# Kathryn Merteuil
Kathryn Merteuil è un personaggio immaginario che appare nei film Cruel Intentions - Prima regola non innamorarsi e Cruel Intentions 2 - Non illudersi mai.

## Biografia
Nei film Kathryn è una ragazza ricca, bella e popolare, appartenente al Upper East Side. È raffigurata come una mente manipolatrice che usa e distrugge le persone per suo divertimento; è anche raffigurata come una ragazza dipendente dalla cocaina che nasconde nel suo rosario, e può anche soffrire di bulimia, come affermano il suo ex fidanzato Curt Reynolds e il suo fratellastro Sebastian Valmont. La ragazza nasconde la sua vera natura dietro la faccia di una studentessa modello profondamente religiosa, ingannando tutti quelli che la conoscono, tranne il suo fratellastro narcisista Sebastian. Kathryn mostra segni di tratti psicopatici e narcisistici, trattando la morte del suo presunto "amato" fratello con freddo disprezzo e allegramente, godendo di essere riuscita a distruggere la sua vita, così come quelle delle persone che lei percepisce come minacce o inferiori a lei.
Nonostante questo la ragazza non è realmente una sociopatica (lei non soffre di un disturbo antisociale di personalità), inoltre ha provato dei sentimenti per un paio di uomini nella sua vita e ha mostrato emozioni autentiche - tratti che se fosse sociopatica non potrebbe esporre. Ha un forte complesso di superiorità, tuttavia l'entità del suo interesse per Sebastian resta ambiguo.